# Cvrčovice, Brno-venkov
Cvrčovice là một làng thuộc huyện Brno-venkov, vùng Jihomoravský, Cộng hòa Séc.